# Malope
Malope és un gènere de plantes endèmic de la regió mediterrània dins la família malvàcia, consta de tres espècies). De les tres espècies, Malope trifida sovint es fa servir com planta ornamental.

## Taxonomia
- Malope anatolica Huber-Mor.
- Malope trifida Cav.
- Malope malacoides L.